# Trofeo Tendicollo Universal 1961
Il Trofeo Tendicollo Universal 1961, quarta edizione della corsa, si svolse il 23 aprile 1961 su un percorso di 86,6 km disputati a cronometro. La vittoria fu appannaggio del francese Jacques Anquetil, che completò il percorso in 1h59'28", precedendo gli italiani Ercole Baldini e Arnaldo Pambianco. 

## Ordine d'arrivo (Top 10)
| Pos. | Corridore           | Squadra                | Tempo    |
| ---- | ------------------- | ---------------------- | -------- |
| 1    | Jacques Anquetil    | Helyett-Fynsec         | 1h59'28" |
| 2    | Ercole Baldini      | Ignis                  | a 4'23"  |
| 3    | Arnaldo Pambianco   | Fides                  | a 4'24"  |
| 4    | Aldo Moser          | Ghigi                  | a 5'04"  |
| 5    | Guido Carlesi       | Philco                 | a 5'56"  |
| 6    | Graziano Battistini | Legnano                | a 5'58"  |
| 7    | Livio Trapè         | Ghigi                  | a 8'30"  |
| 8    | Antonio Bailetti    | Bianchi                | a 9'55"  |
| 9    | Brian Robinson      | Rapha-Gitane-Dunlop    | a 13'25" |
| 10   | René Strehler       | Blanchard Pochat Alpal | a 14'19" |